# Pseudodynerus quadrisectus
Pseudodynerus quadrisectus  (лат.) — вид одиночных ос из семейства Vespidae.

## Распространение
Встречаются в Центральной и Северной Америке: Коста-Рика, Мексика, США.

## Описание
Длина переднего крыла самок 12—16 мм, а у самцов — 10,5—13. Окраска тела в основном чёрная с жёлтыми отметинами. Гнёзда строят в древесине. Для кормления своих личинок добывают в качестве провизии гусениц бабочек.